# Peintres juifs de Montréal

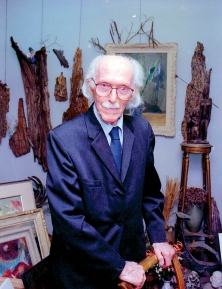
Louis Muhlstock en 1995

Les Peintres juifs de Montréal font référence à un collectif d'artistes juifs québécois de Montréal, actif des années 1930 aux années 1950. Le terme est utilisé pour la première fois en 1987 par l'historienne de l'art et conservatrice de musée québécoise Esther Trépanier alors qu'elle travaille sur une exposition consacrée aux œuvres du groupe au YM-YWHA (en) dans Snowdon à Montréal, au Québec,.
Issus de trois générations différentes et travaillant dans l'art pendant trois décennies et localisé près du boulevard Saint-Laurent, le collectif travaille dans de multiples styles, du réalisme social à l'expressionnisme, mais ces artistes partagent des sujets similaires, y compris la vie quotidienne dans la vie communautaire à Montréal, les gens ordinaires et la Seconde Guerre mondiale,. Le fascisme était également une force au Québec dans les années 1930, ce qui politise le travail de plusieurs de ces artistes socialistes.
Les membres du groupe sont soit des immigrants juifs ashkénazes d'Europe de l'Est, qui ont immigré au Québec pour fuir la montée de l'antisémitisme, soit des descendants de ceux-ci, nés au Québec. Les artistes les plus connus de la première génération du groupe sont : Alexandre Bercovitch (1891-1951), Eric Goldberg (en) (1890-1959) et Bernard Mayman (1885-1966). 

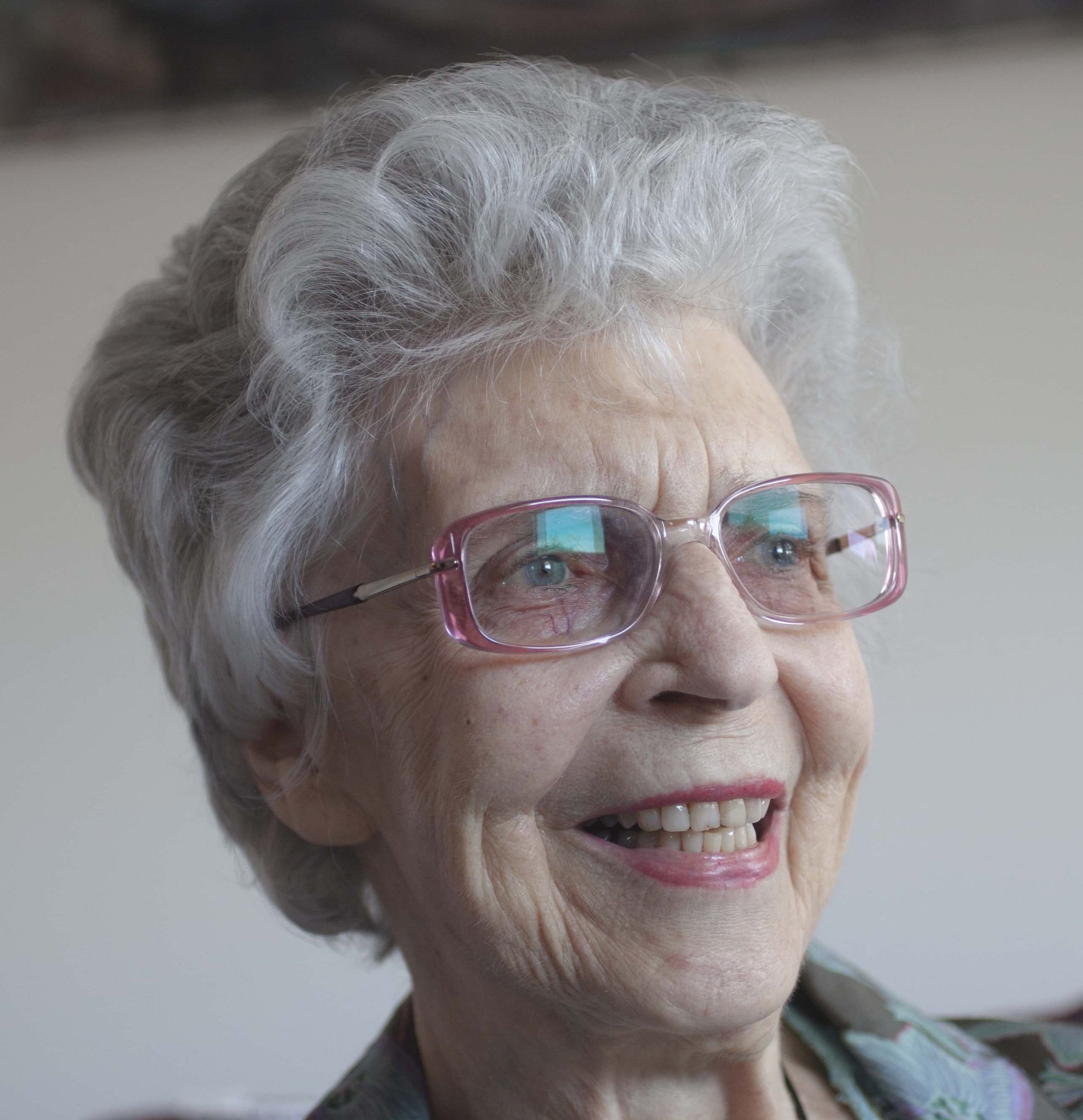
Sylvia Ary en 2014

La deuxième génération comporte quant à elle Sam Borenstein (en) (1908-1969), Louis Muhlstock (1904-2001), Ernst Neumann (1907-1956), Fanny Wiselberg (1906-1986) et Jack Beder (1910-1987). Enfin, Sylvia Ary (1923-2011), Rita Briansky (1925-), Ghitta Caiserman-Roth (1923-2005), Moses Reinblatt (1917-1979) et Alfred Pinksy (1921-1999) font partie de la troisième génération,. Bien qu'il travaille beaucoup dans d'autres domaines, Harry Mayerovitch est également considéré comme un membre du groupe.
Le terme est popularisé dans les années 1980 alors que les artistes sont exposés collectivement dans des galeries publiques à travers le Canada. En 2009, le Musée national des beaux-arts du Québec a monté une exposition itinérante Peintres juifs de Montréal : un témoin de leur temps, 1930-1948, qui renouvelle l'intérêt pour le groupe,.